# 1983年逝世人物列表
下面是1983年逝世的知名人士列表。
1983年逝世人物列表：1月 - 2月 - 3月 - 4月 - 5月 - 6月 - 7月 - 8月 - 9月 - 10月 - 11月 - 12月

## 1月

### 11日
- 格爾哈德·巴克霍隆，德國二戰王牌戰鬥機
- 甘希亞姆·達斯·貝拉，印度實業家和教育家
- 吉洪·基谢廖夫，白俄羅斯蘇聯政治家，1980 年至 1983 年白俄羅斯蘇維埃社會主義共和國事實上的領導人

### 12日
- 尼古拉·波德戈尔内，蘇聯政治家，1977年至1983年任蘇聯最高蘇維埃主席團主席

### 15日
- 梅耶·蘭斯基，美國黑幫

### 16日
- 杜德斯·韋佛，美國喜劇演員

### 18日
- 阿圖羅·翁貝托·伊利亞，阿根廷政治家和醫生，阿根廷第34任總統

### 20日
- 加林查，巴西足球運動員

### 23日
- 馬科利諾·戈麥斯·坎道，巴西醫生，世界衛生組織第二任總幹事

### 24日
- 卡門·克萊門特·特拉維索，委內瑞拉記者和活動家
- 乔治·丘克，美國電影導演
- 胡安·卡洛斯·扎巴拉，阿根廷奧林匹克運動員

### 26日
- 貝爾·布萊恩特，美式足球運動員和教練

### 27日
- 喬治·比道，法國抵抗運動領袖和政治家，第82任法國總理
- 路易·德菲内斯，法國演員

### 28日
- 弗蘭克·福德，澳大利亞政治家，澳大利亞第15任總理，第二次世界大戰領導人
- 比利·弗瑞，英國音樂家

### 29日
- 斯圖爾特·英格索爾，美國海軍上將

## 2月

### 1日
- 徐敬直，中國和香港建築師

### 4日
- 卡伦·卡彭特，美國流行歌手

### 6日
- 李梅樹，台灣畫家

### 12日
- 尤比·布萊克，美國音樂家和詞曲作者

### 13日
- 洛倫佐·比安奇，義大利羅馬天主教紅衣主教

### 14日
- 麗娜·拉德克，德國運動員

### 19日
- 愛麗絲·懷特，美國女演員

### 22日
- 阿德里安·博尔特，英國指揮家

### 23日
- 赫伯特·豪厄爾斯，英國作曲家

### 25日
- 田納西·威廉斯，美國知名劇作家。

### 27日
- 范壽康，中國著名教育家、哲學家
- 尼古拉·亞歷山德羅維奇·科濟列夫，俄羅斯天文學家和天體物理學家

### 28日
- 威尼弗雷德·阿特維爾，英國鋼琴家

## 3月

### 1日
- 小林秀雄，日本作家
- 阿瑟·库斯勒，奧地利作家

### 3日
- 埃尔热，比利時漫畫創作者

### 6日
- 唐納德·麥克林，英國間諜

### 7日
- 伊戈尔·马克维奇，烏克蘭指揮家

### 8日
- 威廉·沃爾頓，英國作曲家
- 查布卡·格蘭達，秘魯歌手和作曲家

### 9日
- 費伊·愛默生，美國女演員
- 烏爾夫·馮·歐拉，瑞典生理學家，諾貝爾獎獲得者

### 14日
- 莫裡斯·羅內，法國電影演員和導演

### 15日
- 麗蓓嘉·韋斯特，英國作家
- 何塞普·路易士·塞特，西班牙建築師和城市規劃師

### 16日
- 亞瑟·戈弗雷，美國廣播電視播音員和藝人

### 17日
- 霍爾登·凱弗·哈特蘭，美國生理學家，諾貝爾獎獲得者

### 18日
- 翁貝托二世，義大利第四代也是最後一位國王

### 20日
- 伊萬·維諾格拉多夫，俄羅斯數學家
- 瑪麗亞·巴巴諾娃，蘇聯和俄羅斯女演員

### 23日
- 林漢河，新加坡醫生及政治家。

### 25日
- 劉長春，中國參加奧林匹克運動會的第一人。

### 26日
- 安東尼·布朗特，英國間諜和藝術史學家

### 27日
- 艾爾西·伊夫斯，美國土木工程師

### 30日
- 李瑟特·莫德爾，奧地利裔美國攝影師

## 4月

### 2日
- 張大千，國際聞名的國畫大師。

### 3日
- 吉米·布盧姆菲爾德，英格蘭足球運動員和經理

### 4日
- 傑奎琳·洛根，美國女演員
- 格洛麗亞·斯旺森，美國女演員

### 11日
- 多洛雷丝·德尔里奥，墨西哥女演員

### 12日
- 德斯蒙德·巴格利，英國小說家
- 約根·尤文，挪威足球運動員和記者

### 13日
- 格洛麗亞·馬林，墨西哥女演員

### 15日
- 久拉·伊利耶斯，匈牙利詩人和小說家
- 柯麗·特恩·鮑姆，荷蘭抵抗戰士

### 19日
- 耶日·安德热耶夫斯基，波蘭作家

### 20日
- 瓦爾特·內林，德國將軍
- 佩德羅·誇爾圖奇，阿根廷拳擊手和演員

### 21日
- 沃爾特·斯萊紮克，奧地利裔美國演員

### 22日
- 厄爾·海因斯，美國音樂家

### 23日
- 巴斯特·克拉布，美國演員和運動員
- 蘇珊娜·拉福萊特，美國自由主義女權主義者
- 賽琳娜·羅伊爾，美國女演員和作家

### 25日
- 莎罗马，马来西亚歌手和演员，同时也是巨星比·南利的妻子。

### 30日
- 乔治·巴兰奇，俄裔美國舞蹈家和編舞家
- 马迪·沃特斯，美國音樂家

## 5月

### 1日
- 乔治·霍奇森，加拿大奧林匹克游泳運動員
- 約瑟夫·魯滕貝格，俄裔美國電影攝影師

### 2日
- 普里迪·巴諾明，泰國政治家和教授，泰國第七任總理
- 埃內斯托·德拉瓜迪亞，巴拿馬第32任總統

### 5日
- 約翰·威廉斯，英國演員

### 8日
- 約翰·范特，美國作家

### 14日
- 米格爾·阿萊曼·巴爾德斯，墨西哥第46任總統[1]

### 18日
- 弗蘭克·艾肯，愛爾蘭政治家

### 19日
- 讓·雷伊，歐盟委員會第二任主席

### 21日
- 祁淦禮，英國藝術史學家

### 22日
- 阿爾伯特·克勞德，比利時生物學家，諾貝爾生理學或醫學獎獲得者
- 伊德里斯一世，利比亞王國首任、亦是唯一一任國王

### 25日
- 席德·丹尼爾斯，英國商船工人，泰坦尼克號最後倖存的船員

### 29日
- 阿尔维德·佩尔谢，拉脫維亞歷史學家、蘇聯政治家和工作人員

### 31日
- 杰克·登普西，美國重量級拳擊冠軍

## 6月

### 1日
- 夏尔王子，比利時國王阿爾貝一世的次子，1910年獲封法蘭德斯伯爵，1944年至1950年擔任比利時攝政。
- 安娜·西格斯，德國作家[2]

### 2日
- 斯坦·羅傑斯，加拿大音樂家
- 胡利奥·罗萨莱斯，菲律賓羅馬天主教紅衣主教

### 5日
- 庫爾特·坦克，德國航空工程師[3]

### 8日
- 米什科·克拉涅茨，斯洛維尼亞作家

### 11日
- G.D. Birla，印度實業家、甘地主義者和教育家[4]

### 12日
- 瑙瑪·希拉，加拿大裔美國女演員

### 15日
- 馬里奧·卡薩列戈·阿塞維多，西班牙-瓜地馬拉羅馬天主教紅衣主教

### 17日
- 彼得·門寧，美國作曲家和教師

### 18日
- 玛丽安·勃兰特，德國工業設計師[5]

### 23日
- 奥斯瓦尔多·多尔蒂科斯·托拉多，古巴政治家，古巴第21任總統

### 25日
- 阿尔伯托·希纳斯特拉，阿根廷作曲家

## 7月

### 1日
- 巴克敏斯特·富勒，美國建築師

### 2日
- 布道伊·拉斯洛，匈牙利足球運動員

### 4日
- 博德金·亞當斯，英國連環殺手嫌疑人

### 5日
- 哈裡·詹姆斯，美國音樂家和樂隊領隊

### 6日
- 利銘澤，78岁，香港富商利希慎長子。曾任香港上市公司希慎興業董事局主席，香港行政局首席華人非官守議員
- 莱斯特·乌尔夫，86岁，美国发明家、经纪人和慈善家

### 7日
- 傅聲，香港電影演員
- 赫爾曼·卡恩，美國未來學家

### 10日
- 維爾納·埃克，德國作曲家[6]
- 埃斯特雷利塔·卡斯特羅，西班牙歌手和女演員

### 11日
- 羅斯·麥唐諾，美籍加拿大作家

### 12日
- 克里斯·伍德，英國搖滾音樂家，Traffic樂隊主唱和吉他手

### 14日
- 杰克·麦克布赖恩，英國板球運動員

### 16日
- 米歇尔·米孔贝罗，蒲隆地軍官和政治家，蒲隆地第8任總理和第1任總統
- 薩姆森·拉斐爾森，美國編劇

### 17日
- 羅斯福·賽克斯，美國藍調音樂家

### 23日
- 乔治·奥里克，法國作曲家[7]

### 26日
- 查理·里維爾，西班牙加泰羅尼亞馬戲團小醜

### 29日
- 路易斯·布努埃尔，西班牙電影製片人
- 羅科·欽尼奇，義大利法官
- 雷蒙德·梅西，加拿大演員
- 大衛·尼文，英國士兵和演員

### 30日
- 林恩·豐坦，英國女演員

### 31日
- 艾惕思，英國外交官。

## 8月

### 2日
- 詹姆斯·賈默森，美國音樂家

### 3日
- 卡羅琳·瓊斯，美國女演員
- 喬布里亞斯，美國搖滾音樂家和演員

### 5日
- 巴特·包克，荷裔美國天文學家
- 裘蒂·卡諾瓦，美國女演員

### 6日
- 克勞斯·諾米，德國歌手和表演藝術家[8]

### 10日
- 何塞·巴普蒂斯塔·皮涅羅·德·阿澤維多，葡萄牙第104任總理
- 魯本·勞辛，瑞典企業家，利樂創始人

### 11日
- 瑪米·菲普斯·克拉克，美國心理學家

### 16日
- 厄爾·阿維里爾，美國棒球運動員，棒球名人堂成員
- 海因茨·沃內克，美國雕塑家

### 17日
- 艾拉·格什温，美國作詞家

### 18日
- 尼古拉斯·佩夫斯纳，德裔英國藝術史學家

### 21日
- 尼諾伊·阿基諾，菲律賓政治家[9]

### 28日
- 簡·克萊頓，美國女演員和歌手
- 何塞·貝加明，西班牙作家

### 29日
- 西蒙·奧克蘭，美國演員

## 9月

### 1日
- 奧托·休利特，美國演員
- 亨利·傑克遜，美國政治家

### 8日
- 易卜拉欣·阿布德，蘇丹第三任總理兼第一任總統

### 10日
- 费利克斯·布洛赫，瑞士裔美國物理學家，諾貝爾獎獲得者
- 喬恩·布勞爾·明諾克，有史以來最重的人
- 巴尔萨泽·约翰内斯·沃斯特，南非第8任總理和第5任總統

### 12日
- 萨宾·卡尔，美國奧林匹克運動員

### 15日
- 勒羅伊·普林茨，美國編舞、導演和製片人

### 16日
- 貢納爾·奧爾森，瑞典演員

### 17日
- 溫貝托·索薩·梅代羅斯，葡萄牙裔美國羅馬天主教神職人員

### 19日
- 布魯諾·彼特曼，奧地利社會民主黨政治家，第1905任奧地利副總理

### 20日
- 安赫爾·拉布魯納，阿根廷足球運動員、主教練
- 文郁生爵士（英語：Sir Duncan Wilson），72歲，英國外交官。[10]

### 21日
- 澤維爾·祖比里，西班牙哲學家

### 25日
- 利奧波德三世，1934年至1951年擔任比利時國王。

### 26日
- 蒂諾·羅西，法國歌手

### 29日
- 艾倫·摩爾黑德，澳大利亞-英國戰地記者和歷史學家

## 10月

### 4日
- 安德列斯·科爾多瓦，厄瓜多代理總統

### 5日
- 厄爾·塔珀，美國商人

### 6日
- 特倫斯·庫克，美國紅衣主教

### 7日
- 乔治·阿贝尔，美國天文學家
- 克里斯托夫·索格洛，達荷美第三任總統

### 8日
- 琼·哈克特，美國女演員
- 魯本·勞辛，瑞典企業家，利樂創始人

### 10日
- 拉爾夫·理查森，英國演員

### 12日
- 堀内敬三，日本作词家，作曲家

### 14日
- 保羅·菲克斯，美國演員

### 15日
- 派特·奧布萊恩，美國演員

### 17日
- 雷蒙·阿隆，法國哲學家、社會學家和政治學家。

### 19日
- 莫里斯·毕晓普，格林納達政治家和革命家，格林納達第二任總理
- 多蘿西·斯圖爾特·羅素，澳大利亞出生的英國病理學家
- 卡雷爾·威林克，荷蘭畫家

### 26日
- 阿尔弗雷德·塔斯基，波蘭裔美國邏輯學家和數學家

### 28日
- 奧托·梅斯默，美國漫畫家

### 31日
- 吳學周，中國化學家
- 喬治·哈拉斯，美式足球運動員和教練

## 11月

### 7日
- 傑曼·泰勒費雷，法國作曲家

### 8日
- 貝蒂·納特霍爾，英國網球冠軍

### 11日
- Arno Babajanyan，亞美尼亞作曲家和鋼琴家

### 13日
- 阿利亞加·阿加耶夫，亞塞拜然演員

### 15日
- 約翰·勒·梅蘇里耶，英國演員

### 19日
- 湯姆·埃文斯，英國音樂家和詞曲作者

### 20日
- 馬塞爾·達里奧，法國演員
- 理查德·卢，美籍華裔演員

### 22日
- 邁克爾·康拉德，美國演員

### 23日
- 瓦希德·穆拉德，巴基斯坦演員、電影製片人、作家和導演

### 27日
- 豪爾赫·伊巴爾根戈伊蒂亞，墨西哥小說家和劇作家
- 安赫爾·拉瑪，烏拉圭作家和文學評論家

### 28日
- 基斯杜化·佐治，美國演員

### 30日
- 喬治·海德利，西印度板球運動員
- 理查·盧埃林，英國作家

## 12月

### 2日
- 菲菲·奧賽，加拿大裔美國女演員和歌手

### 5日
- 林德爾·福恩斯·尤偉克，英國管理顧問和商業思想家（英语：Organizational theory）
- 罗伯特·奥尔德里奇，美國電影導演
- 約翰·羅賓遜，英國聖公會主教

### 6日
- 呂西安·博耶，法國歌手
- 古爾·汗·納西爾，巴基斯坦俾路支政治家和詩人

### 7日
- 范妮·卡諾，墨西哥女演員和製片人

### 8日
- 基思·霍利奧克，紐西蘭政治家，紐西蘭第26任總理
- 斯利姆·皮肯斯，美國演員

### 11日
- 尼爾·裡奇，英國將軍

### 13日
- 利奧拉·達納，美國女演員
- 瑪莉·雷諾特，英國作家

### 20日
- 穆萊·阿卜杜拉，摩洛哥親王
- 比爾·勃蘭特，德裔英國攝影師和攝影記者

### 21日
- 保羅·德曼，比利時裔美國文學評論家

### 25日
- 祖安·米羅 ，加泰羅尼亞超现实主义艺术家

### 26日
- 維奧萊特·卡森，英國女演員

### 28日
- 威廉·德馬萊斯特，美國演員
- 吉米·德馬雷特，美國高爾夫冠軍
- 鄧尼斯·威爾遜，美國歌手、詞曲作者和鼓手